# Ryan Howard
Ryan James Howard (né le 19 novembre 1979 à Saint-Louis, Missouri, États-Unis) est un joueur de premier but de la Ligue majeure de baseball. 
Il évolue pour les Phillies de Philadelphie du début de sa carrière dans le baseball majeur en 2004 jusqu'à la saison 2016. Recrue de l'année à sa première saison complète en 2005, Howard frappe 58 coups de circuit et amasse 149 points produits en 2006 pour est élu joueur par excellence de la Ligue nationale. Meneur des majeures pour les coups de circuits en 2006 et 2008 ainsi que pour les points produits en 2006, 2008 et 2009, Ryan Howard compte trois sélections au match des étoiles, a gagné un Bâton d'argent et a fait partie de l'équipe des Phillies championne de la Série mondiale 2008.

## Carrière en ligues mineures
Joueur des Bears de l'université d'État du Missouri, Ryan Howard est choisi par les Phillies de Philadelphie au 5e tour du repêchage amateur en 2001. Il signe son premier contrat professionnel le 2 juillet. Il évolue dans les équipes de ligues mineures de la franchise pendant ses trois premières saisons professionnelles. 

## Carrière en ligue majeure

### Saison 2004
Ryan Howard est intégré à l'effectif des Phillies pour la fin de la saison 2004. Il débute le 1er septembre lors d'une défaite des Phillies contre les Braves d'Atlanta. Pour sa seule présence à la frappe, il se fait retirer sur prises. Au total, il participe à 19 rencontres, le plus souvent en tant que frappeur d'urgence. Il frappe deux circuits et produit 5 points en 42 présences à la frappe.

### Saison 2005

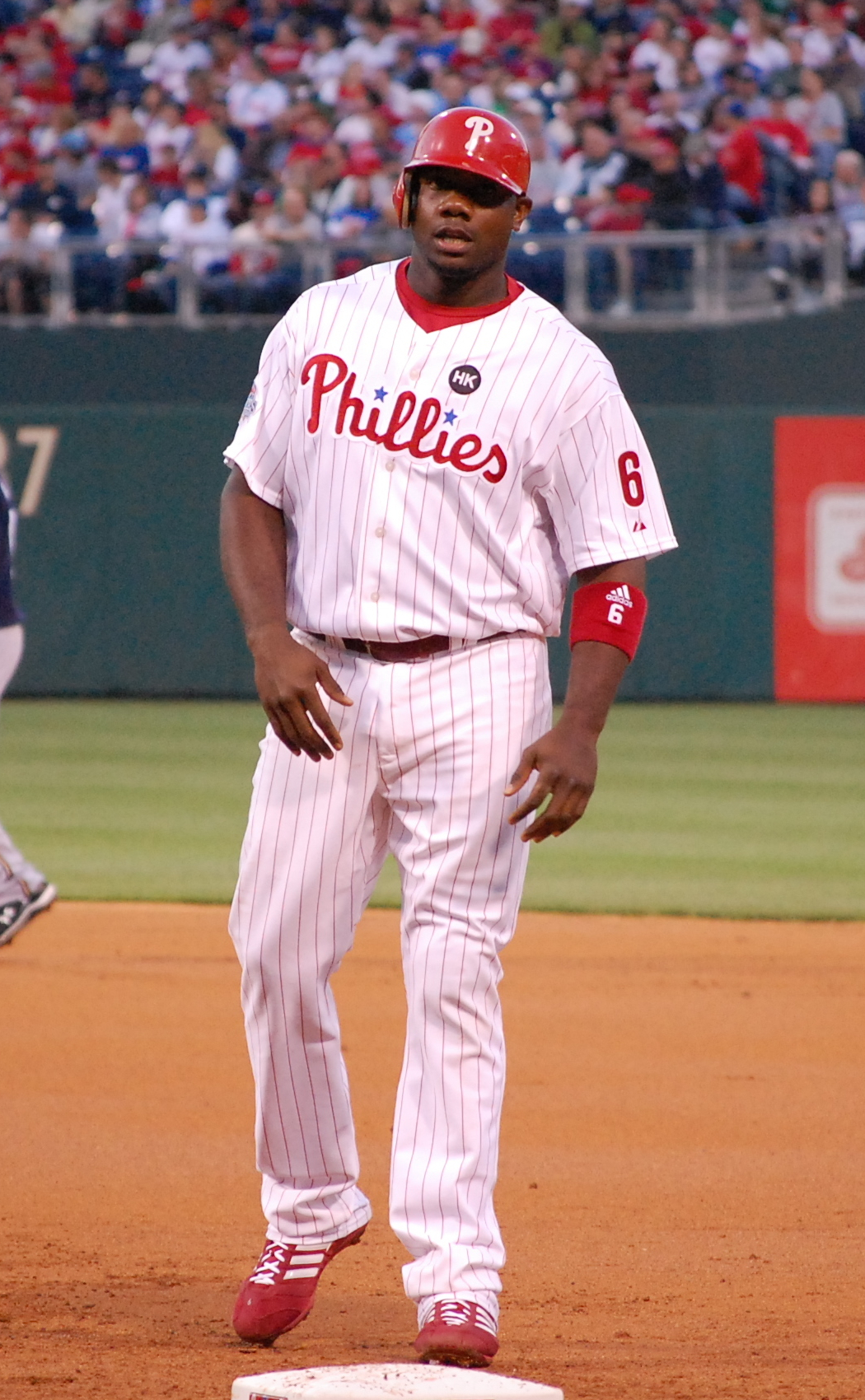
Ryan Howard en 2009.

Ryan Howard commence sa saison 2005 en ligue mineure avec les Red Barons de Scranton/Wilkes-Barre en Ligue internationale. Il rejoint les Phillies au début du mois de mai. Le 15 mai, il frappe pour la première fois trois coups sûrs dans un match (un double et deux simples) contre les Reds de Cincinnati. Il retourne en ligue mineure lors du retour de blessure de Jim Thome, le titulaire au premier but des Phillies depuis 2003.
Le 1er juillet, Howard revient à Philadelphie lorsque Jim Thome est à nouveau placé sur la liste des blessés. Il conservera sa place dans l'équipe jusqu'à la fin de la saison, Thome arrêtant sa saison en raison d'une tendinite à l'épaule. Le 23 août, il frappe pour la première fois quatre coups sûrs lors d'une victoire contre les Giants de San Francisco.
Il termine la saison avec 22 circuits, 63 points produits et une moyenne au bâton de ,288, le tout en seulement 88 matchs. Ses performances sont récompensées par le titre de recrue de l'année de la Ligue nationale, devenant le 4e joueur à recevoir le trophée dans l'histoire de la franchise.
En fin de saison, les Phillies doivent choisir entre Howard et Thome pour le poste de premier but. Les deux joueurs avaient prouvé leur valeur et Thome avait signé le plus gros contrat d'agent libre de l'histoire de la franchise en 2003. Mais les Phillies préfèrent transférer Thome aux White Sox de Chicago en échange d'Aaron Rowand et du lanceur des ligues mineures Gio Gonzalez.

### Saison 2006
Le 23 avril au Citizens Bank Park, Ryan Howard est le premier joueur à frapper un circuit qui atterrit dans Ashburn Alley, la section du stade derrière la clôture du champ extérieur. Sa frappe parcourt 151 mètres, la plus longue distance pour un coup de circuit dans ce stade. Il frappe un deuxième circuit dans le même match, une première en carrière.
Le 20 juin face aux Yankees de New York, il est le premier joueur à frapper un circuit qui atterrit au troisième niveau des tribunes du Citizens Bank Park dans le champ gauche. Il ajoutera un deuxième circuit et un triple pour produire sept points, égalant le total du lanceur Robert Person, obtenu le 2 juin 2002.
Ryan Howard est sélectionné pour participer à son premier match des étoiles en tant que remplaçant au poste de premier but lors du vote des joueurs. Il prend part au concours des coups de circuits la veille du match et remporte le concours avec un total de 23 circuits, devançant David Wright, le troisième but des Mets de New York. Howard succède à Bobby Abreu, vainqueur du concours 2005 sous les couleurs des Phillies avec 41 circuits.
Du 25 au 29 août, Howard frappe quatre coups de circuits lors de quatre matchs consécutifs. Le dernier de cette série est aussi son 48e de la saison. Il égale alors le record de Mike Schmidt pour le nombre de circuits sur une saison sous l'uniforme des Phillies. Deux jours plus tard, il frappe un circuit dans la tribune supérieure du Robert F. Kennedy Memorial Stadium et dépasse le record de Mike Schmidt.
Le 3 septembre, Ryan Howard frappe quatre coups sûrs pour quatre passages au bâton. Ses trois circuits lui permettent de franchir le cap des 50 circuits en saison, une première pour un joueur des Phillies et la 24e fois dans l'histoire de la Ligue majeure. Avec 52 circuits, il devient le deuxième joueur de l'histoire à frapper plus de 50 circuits lors de sa deuxième saison en ligue majeure, dépassant le record de Ralph Kiner (51 circuits en 1947).
Le 5 septembre, Howard est nommé joueur du mois d'août. Ses 41 points produits en un mois égalent le record de Frank Howard (en) établit en juillet 1962. Avec 14 circuits, il établit deux nouveaux records sur un mois pour la franchise de Philadelphie. Le 22 septembre, Howard devient le 8e joueur de l'histoire à frapper 58 circuits. Le même jour, il reçoit le Trophée Mike Schmidt, décerné par les journalistes de Philadelphie et qui récompense le meilleur joueur des Phillies. Le 2 octobre, il est nommé joueur du mois de septembre, succédant à Albert Pujols qui avait gagné deux trophées de suite en mai et juin 2003.
Le 10 octobre, il est nommé joueur de l'année par le magazine The Sporting News. Le 25 octobre, il reçoit le Trophée Hank Aaron de meilleur joueur pour la ligue nationale. Le 8 novembre, il est nommé Joueur de l'année et Meilleur joueur de position de Ligue nationale lors du vote des joueurs de Ligue majeure. Il succède à Andruw Jones, champ extérieur des Braves d'Atlanta, qui avait aussi remporté les deux trophées en 2005. Le même jour, il est nommé meilleur joueur de la série opposant les étoiles de MLB à celles du Japon après cinq rencontres entre les deux équipes. Il termine la série avec 8 points marqués, 3 doubles, 4 circuits, 8 points produits et une moyenne au bâton de ,558.
Le 10 novembre, Ryan Howard reçoit son premier trophée Silver Slugger. Le 20 novembre, il est élu joueur par excellence de la Ligue nationale. Il est le deuxième joueur de l'histoire après Cal Ripken Jr. à remporter les trophées de recrue de l'année et joueur de l'année lors de deux saisons consécutives.

### Saison 2007

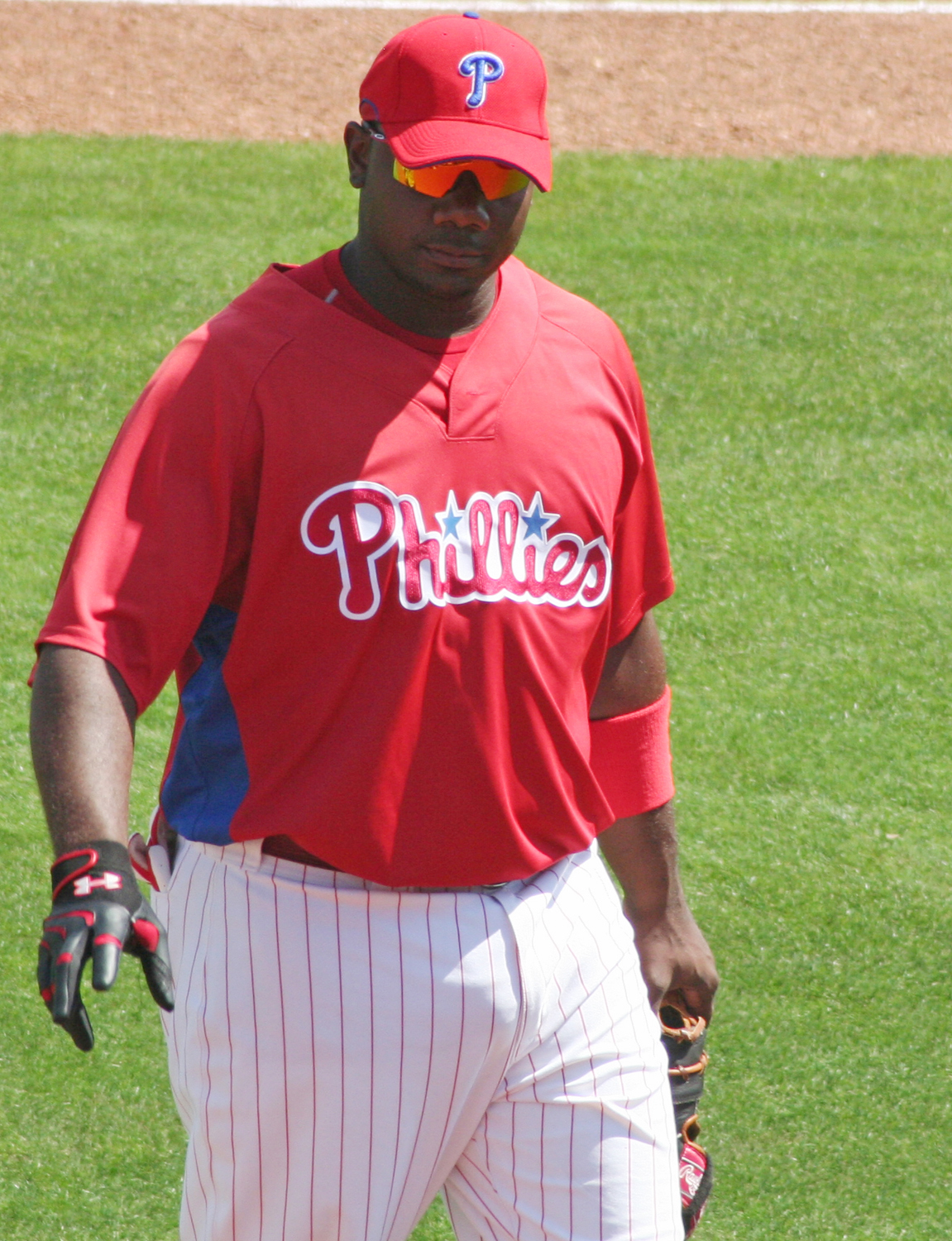
Ryan Howard en 2007.

Le 2 mars, le contrat de Ryan Howard avec les Phillies est renégocié à hauteur de 900 000 USD pour la saison 2007 (au lieu de 355 000 USD pour 2006), le salaire le plus élevé proposé à un joueur avant sa troisième année en ligue majeure. Le 9 mai, il frappe son quatrième grand chelem face aux Diamondbacks de l'Arizona après son entrée en jeu comme frappeur suppléant à la place de Wes Helms.
Le 12 mai, il est placé sur la liste des blessés pour quinze jours avec une déchirure du quadriceps gauche. Le 25 mai, il revient à Philadelphie après deux rencontres en ligue mineure avec les Blue Claws de Lakewood (New Jersey). Deux jours plus tard, il frappe deux circuits lors d'une victoire contre les Braves d'Atlanta.
Le 27 juin, Howard frappe un coup de circuit à une distance de 154 mètres, et devient le joueur le plus rapide de l’histoire de la ligue majeure à frapper 100 coups de circuit. Il réalise cette performance en seulement 325 rencontres, 60 rencontres de moins que les 385 qu’il a fallu à Ralph Kiner pour atteindre ce total entre 1946 et 1948.
A la mi-saison Howard ne participe pas au match des étoiles, mais il a pu prendre part au concours de coups de circuits pour la deuxième année consécutive afin de défendre son titre. Cependant, Howard frappe seulement 3 coups de circuit au premier tour, ne lui permettant pas de passer à la ronde suivante du concours.
Après son retour de blessure, Howard remonte rapidement en seconde position dans le classement pour le nombre de coups de circuit de la Ligue nationale. Le 25 juillet, Howard scelle d’un coup de circuit dans le bas de la 14e manche la victoire contre les Nationals de Washington.
Il réalise son 10e but volé le 21 aout 2007 contre les Dodgers de Los Angeles.
Le 17 septembre, il établit un nouveau record des majeures pour les retraits sur des prises en une saison avec ses 196 et 197e retraits, battant ainsi l’ancien record de 195 retraits établi par Adam Dunn en 2004. Il finira la saison avec 199 retraits sur des prises.
En fin de saison 2007 ses statistiques sont de ,268 de moyenne au bâton, pour 47 coups de circuit et 136 points produits, aidant ainsi les Phillies à remporter le titre de la division Est de la Ligue nationale lors de la dernière journée de la saison régulière. Les Phillies n'avait pas participé aux séries éliminatoires depuis la Série mondiale 1993. Éliminés sans remporter un match par les Rockies du Colorado dans la Série de divisions de la Ligue nationale, Howard compte un coup de circuit contre Jeremy Affeldt dans le match 2, mais est retiré sur des prises 7 fois pendant la série.

### Saison 2008
Le 21 février, Ryan Howard gagne une arbitration salariale contre les Phillies. Il reçoit 10 millions USD, ce qui représente le montant le plus élevé pour un joueur remportant une arbitration et égale le montant jamais versé. Les Phillies avait pourtant offert à Howard 7 millions USD de salaire.
Howard finit le mois d’avril 2008 avec une moyenne au bâton de seulement ,172. Il fait mieux en mai, réalisant 10 coups de circuit, 30 points produits pour une moyenne de ,238. Howard frappe son 15e coup de circuit de la saison lors de la défaite 7-3 face aux Marlins de la Floride le 30 mai, son coéquipier Chase Utley frappe son 15e coup de circuit le 25 mai. Ils deviennent la première paire de joueurs des Phillies à atteindre 15 coups de circuit chacun avant le mois de juin.

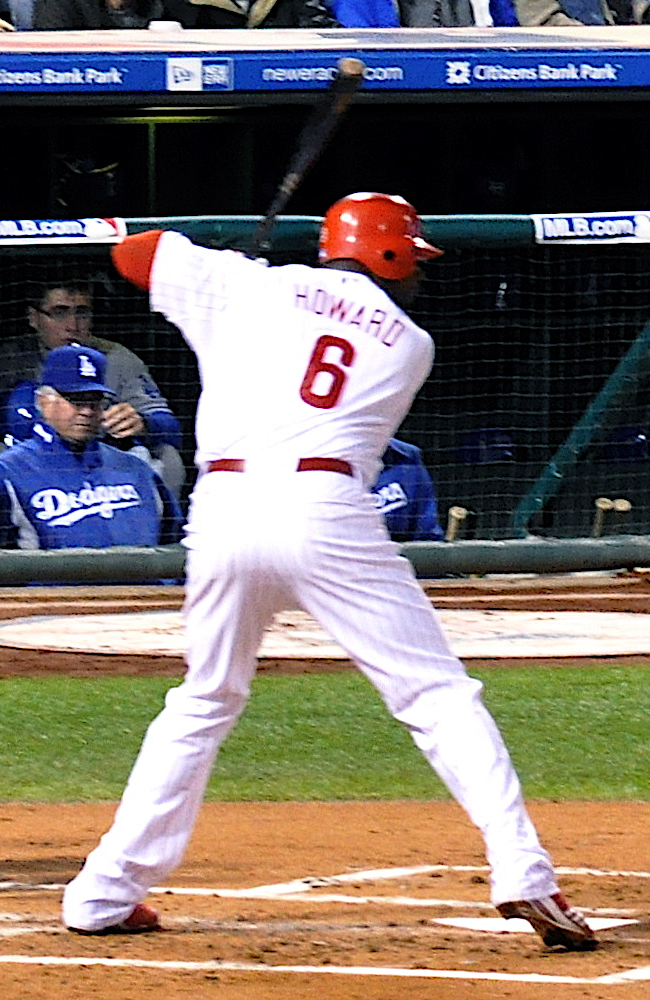
Ryan Howard au bâton pendant la Série de championnat en 2009.

Le 13 juin, Howard frappe deux coups de circuit et produit 5 points lors de la victoire de 20 à 2 contre les Cardinals de Saint-Louis. En frappant son premier coup de circuit de la rencontre, Howard participe aux trois coups de circuit consécutifs réalisés par les Phillies lors de la première manche. Le 16 juin, Ryan Howard frappe encore deux coups de circuit lors de la victoire 8-2 contre les Red Sox de Boston, ainsi réalisant sa 15e rencontre incluant plusieurs coups de circuit. Howard produit sont 100e point de la saison le 1er aout contre les Dodgers de Los Angeles, réalisant ainsi sa troisième saison consécutive avec au moins 100 points produits.
Il finit la saison avec 146 points produits pour une moyenne au bâton de ,251. Historiquement, cela représente une aberration statistique, puisque cette moyenne est de loin la plus faible pour un joueur ayant produit plus de 130 points dans la saison.  
Pendant les séries éliminatoires, au premier tour contre les Brewers de Milwaukee, ses performances sont timides avec une moyenne au bâton de ,182 pour un point produit. En revanche, lors de la Série de championnat de la Ligue nationale contre les Dodgers, sa moyenne grimpe pour atteindre ,300 mais avec seulement 2 points produits, sans coup de circuit. Finalement, c’est pendant la Série mondiale 2008 que sa ligne statistique prend du volume, avec 6 points produits, une moyenne au bâton de ,286 et, surtout, 3 coups de circuit (égalant le record de Donn Clendenon pour le plus grand nombre de coups de circuit dans une série de 5 matchs). Les Phillies remportent leur première victoire dans les Séries mondiales depuis 1980, et Philadelphie leur première victoire dans un sport majeur depuis 1983. Howard finit second à l’élection du meilleur joueur des ligues majeures derrière Albert Pujols des Cardinals de Saint Louis.

### Saison 2009

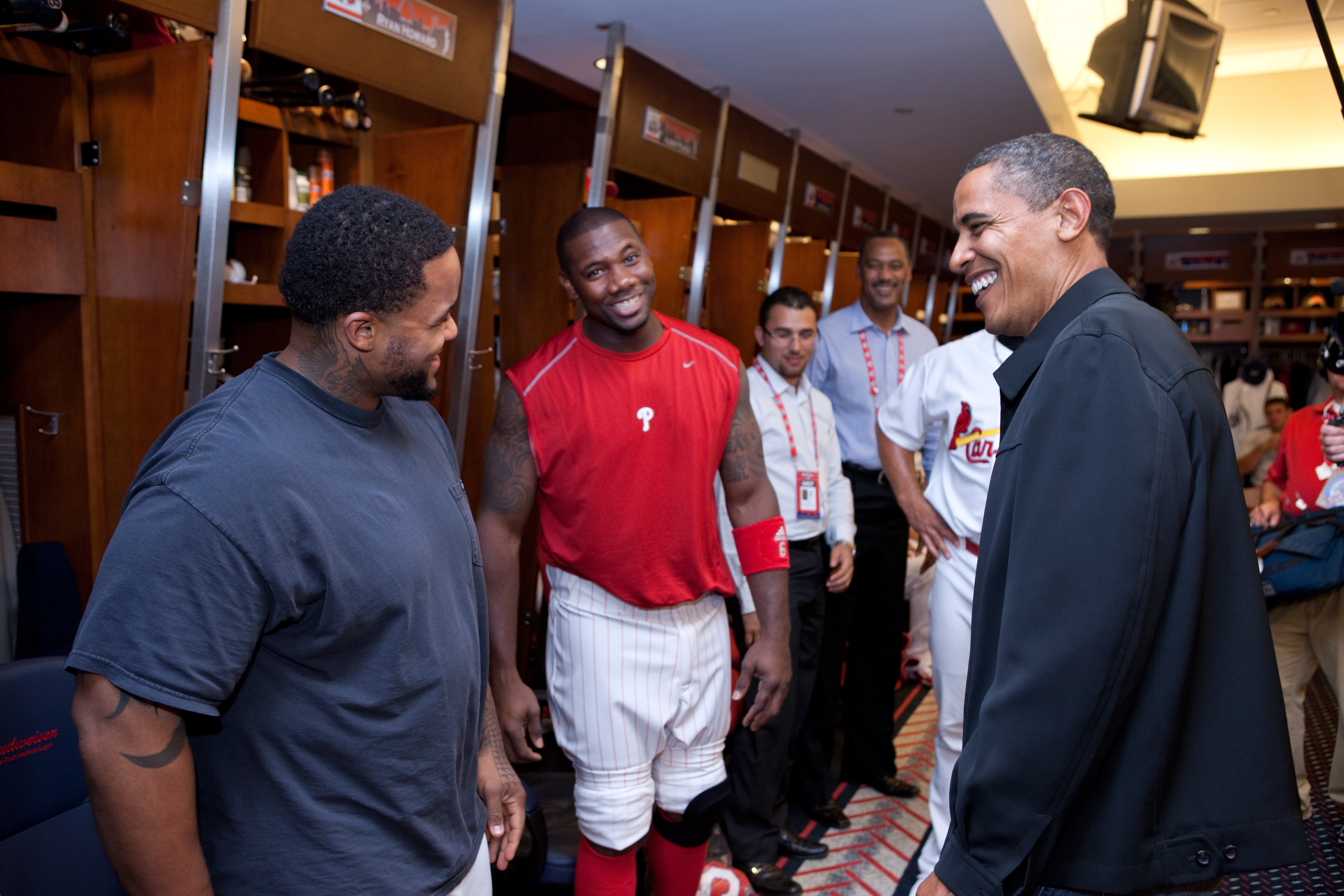
Prince Fielder (à gauche), Ryan Howard (au centre) et Barack Obama (à droite) lors du match des étoiles du baseball majeur en 2009.

En février 2009, Howard accepte une prolongation de contrat de 3 saisons pour 54 millions de dollars, ce qui le lie aux Phillies jusqu'à la fin de la saison 2011 et permet à l'équipe d'éviter de retourner en arbitrage avec son joueur vedette lors des 3 années qui suivent.

### Saison 2010
Le 26 avril 2010, Ryan Howard accepte un nouveau contrat de 125 millions de dollars pour 5 ans, qui vient prolonger son entente précédente censée se terminer en 2011 et lie le joueur aux Phillies jusqu'à la conclusion de la saison 2016. S'il ravit les partisans de l'équipe, contents de voir un des joueurs les plus populaires rester à Philadelphie pour de nombreuses années, la nouvelle prolongation de contrat soulève quelques inquiétudes car Howard aura déjà 32 ans lorsque celle-ci entrera en vigueur. La carrière de Howard sera effectivement en déclin rapidement, et alors que les Phillies s'enfoncent au classement pour devenir l'une des pires équipes de la ligue entre 2013 et 2016, ils sont pris avec un athlète vieillissant qu'ils sont incapables d'échanger en raison de son salaire élevé,.
Howard ajoute une cinquième saison de suite avec plus de 100 points produits. Il fait marquer 108 points et frappe 31 coups de circuit en 143 parties. À 31 ans, sa puissance au bâton connaît une baisse marquée, comme en font foi ses 14 longues balles de moins que la saison précédente, et sa plus faible moyenne de puissance (,505) en carrière.
À la mi-saison, il est invité à son troisième match d'étoiles.

### Saison 2011
En 2011, Howard atteint 33 circuits et produit 116 points, deux sommets chez les Phillies. Il éprouve beaucoup de difficulté en éliminatoires avec seulement deux coups sûrs en 19 présences au bâton (moyenne de ,105) contre les Cards de Saint-Louis en Série de divisions. Les Phillies subissent l'élimination contre Saint-Louis et Howard est le dernier joueur retiré. Mais dès qu'il amorce sa course vers le premier but après avoir frappé la balle sur ce dernier jeu, il trébuche après s'être rompu le tendon d'Achille. Cette blessure pourrait lui faire rater le début de la saison 2012.
Après la saison, Howard termine 10e au vote du meilleur joueur de la saison.

### Saison 2012
À la suite de sa blessure au tendon d'achille survenue la saison précédente, Ryan Howard rate les premiers mois de compétition et ne rejoint les Phillies que le 6 juillet 2012. Lors de l'entraînement de printemps, il en profite pour recevoir les conseils de Mike Schmidt, membre du Temple de la renommée du baseball, afin d'améliorer sa frappe de balle.

### Saison 2016
Howard joue la dernière saison à son contrat avec les Phillies en 2016.

### Saison 2017
En 2017, Howard signe un contrat avec les Braves d'Atlanta, qui l'assignent aux ligues mineures puis le libèrent après que le vétéran n'eut frappé que pour ,184 de moyenne au bâton en 11 matchs pour les Braves de Gwinnett. Le 12 août 2017, il signe un contrat des ligues mineures avec les Rockies du Colorado.

## Records et performances
| Record                                                                           | Total | Saison(s) | Précédent                                                            | Date                     |
| -------------------------------------------------------------------------------- | ----- | --------- | -------------------------------------------------------------------- | ------------------------ |
| Buts-sur-balles pendant un match de 9 manches (NL)                               | 5     | 2006      | ex æquo, de nombreux frappeurs                                       | 30 juillet 2006          |
| Coup de circuit par un frappeur des Phillies en une saison                       | 58    | 2006      | Mike Schmidt, 48 (1980)                                              | 49e, le 31 aout 2006     |
| Buts-sur-balles pour un frappeur des Phillies                                    | 37    | 2006      | Jim Thome, 26 (2004)                                                 | 27e, le 13 sept. 2006    |
| Le plus rapide à 100 coups de circuit (matchs)                                   | 325   | 2004–2007 | Ralph Kiner, 385 (1946–1948)                                         | 100e, le 27 juin 2007    |
| Nombre de coups de circuit pour les 1 000 premières présences au bâton           | 85    | 2004–2007 | Cecil Fielder, 76 (1985– 1990)                                       | 77e, le 24 sept. 2007    |
| Le plus rapide à 150 coups de circuit (matchs)                                   | 495   | 2004–2008 | Eddie Mathews, 569 (1952–1955)                                       | 150e, le 2 juillet 2008  |
| Retraits sur prises par un frappeur des Phillies                                 | 199   | 2008      | égale son proper record (2007)                                       | 199e, le 27 sept. 2008   |
| Nombre de grands chelems par un frappeur des Phillies                            | 10    | 2004–2011 | Mike Schmidt, 7 (1972–1989)                                          | 8e, le 30 mai 2009       |
| Le plus rapide à 200 coups de circuit (matchs)                                   | 658   | 2004–2009 | Ralph Kiner, 706 (1946–1950)                                         | 200e, le 16 juillet 2009 |
| Matchs consécutifs de séries éliminatoires avec un point produit (la même année) | 7     | 2009      | Iván Rodríguez (2003) Bernie Williams (1999) (6) Carlton Fisk (1975) | Le 18 octobre 2009       |
| Matchs consécutifs de séries éliminatoires avec un point produit                 | 8     | 2009      | ex æquo, Lou Gehrig (1928 et 1932)                                   | Le 19 octobre 2009       |
| Le plus de retraits sur prises dans une Série mondiale                           | 13    | 2009      | Willie Wilson, 12 (1980)                                             | Le 4 novembre 2009       |
| Le plus rapide à 250 coups de circuit (matchs)                                   | 855   | 2010      | Ralph Kiner, 871 (1946–1951)                                         | 250e, le 8 sept. 2010    |

## Télévision
- The Office (série télévisée, 2005) : Saison 9 - épisode 18 : Lui-même